# 圣拉伏拉

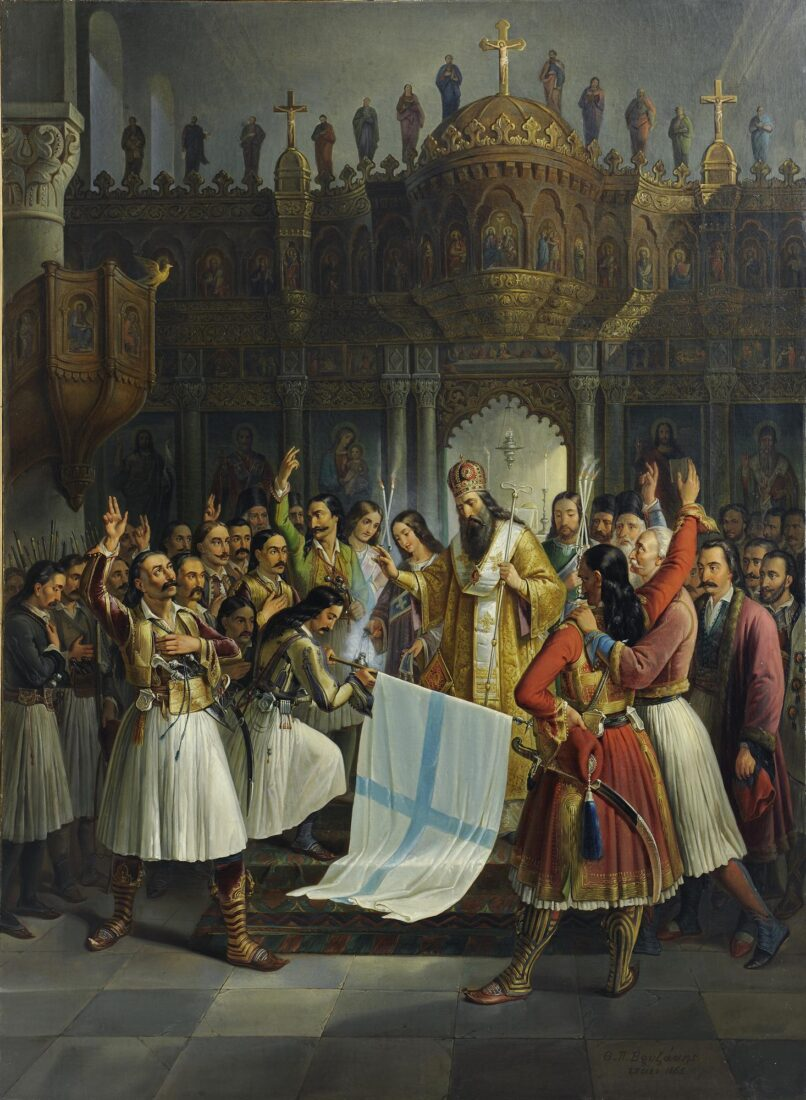
Germanos 都主教在圣拉伏拉祝福希腊旗帜

圣拉伏拉（Agia Lavra）是希腊一个拉伏拉，位于伯罗奔尼撒半岛西北部阿哈伊亞州卡拉夫里塔附近。它建于公元961年，海拔961米，可以说是现代希腊的象征性发源地。它是伯罗奔尼撒最古老的修道院之一。
它建于10世纪，在1585年被土耳其人夷为平地。它在1600年重建，1715年被烧毁，1826年又再度被易卜拉欣帕夏的军队烧毁。1850年，现代希腊重生后，这座建筑被彻底重建。1943年这个修道院又被德军焚毁。
它与希腊独立战争有着密切的联系，1821年3月25日，正是在这里，首先发出了“不自由毋宁死”（Ελευθερία ή θάνατος）的呼吁，对奥斯曼帝国发动革命。Germanos 主教咏唱三一颂，领伯罗奔尼撒战士发誓言，并在修道院门外升起了旗帜。
在对面的山丘上，1821年革命英雄的纪念碑俯视着修道院。

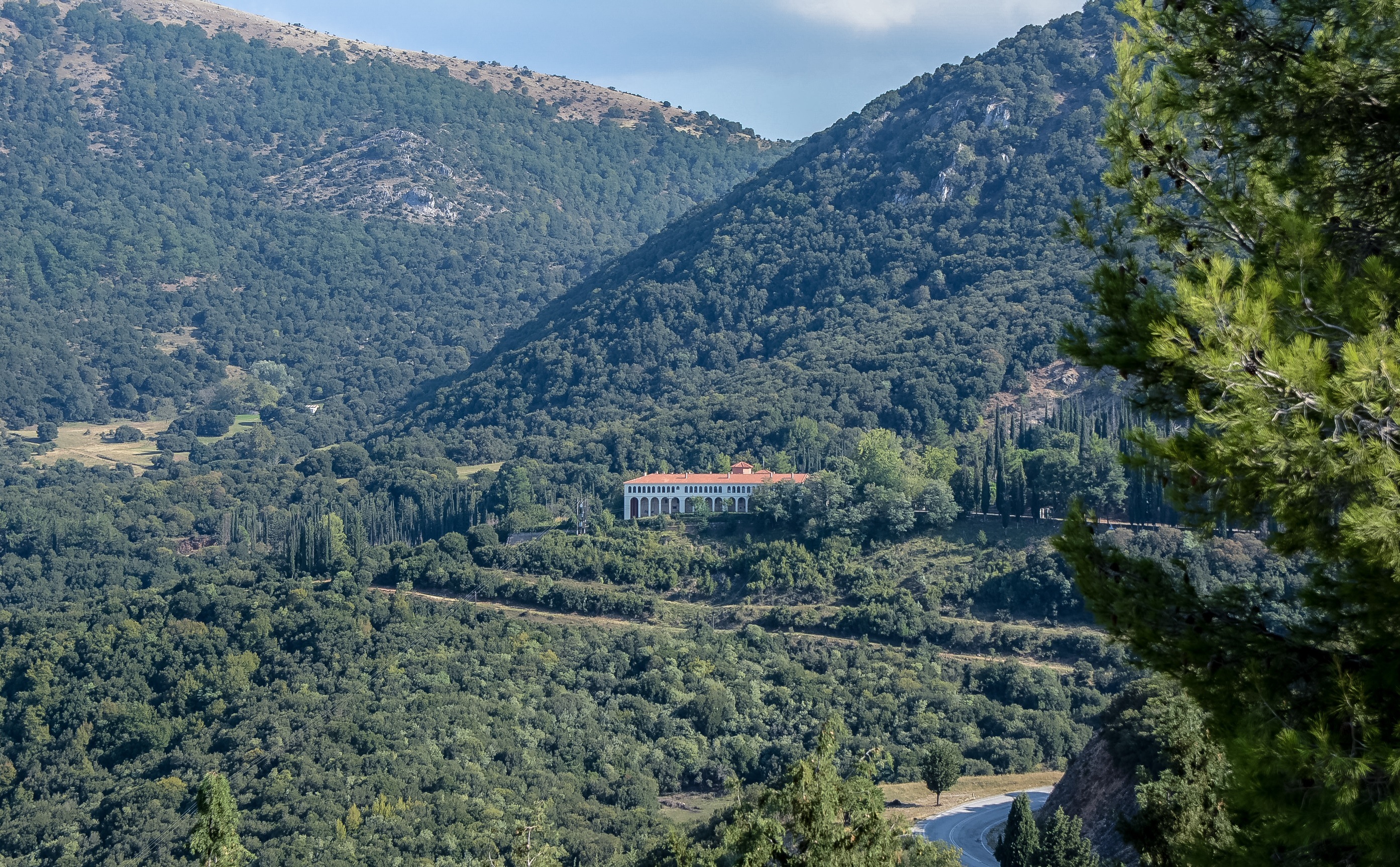
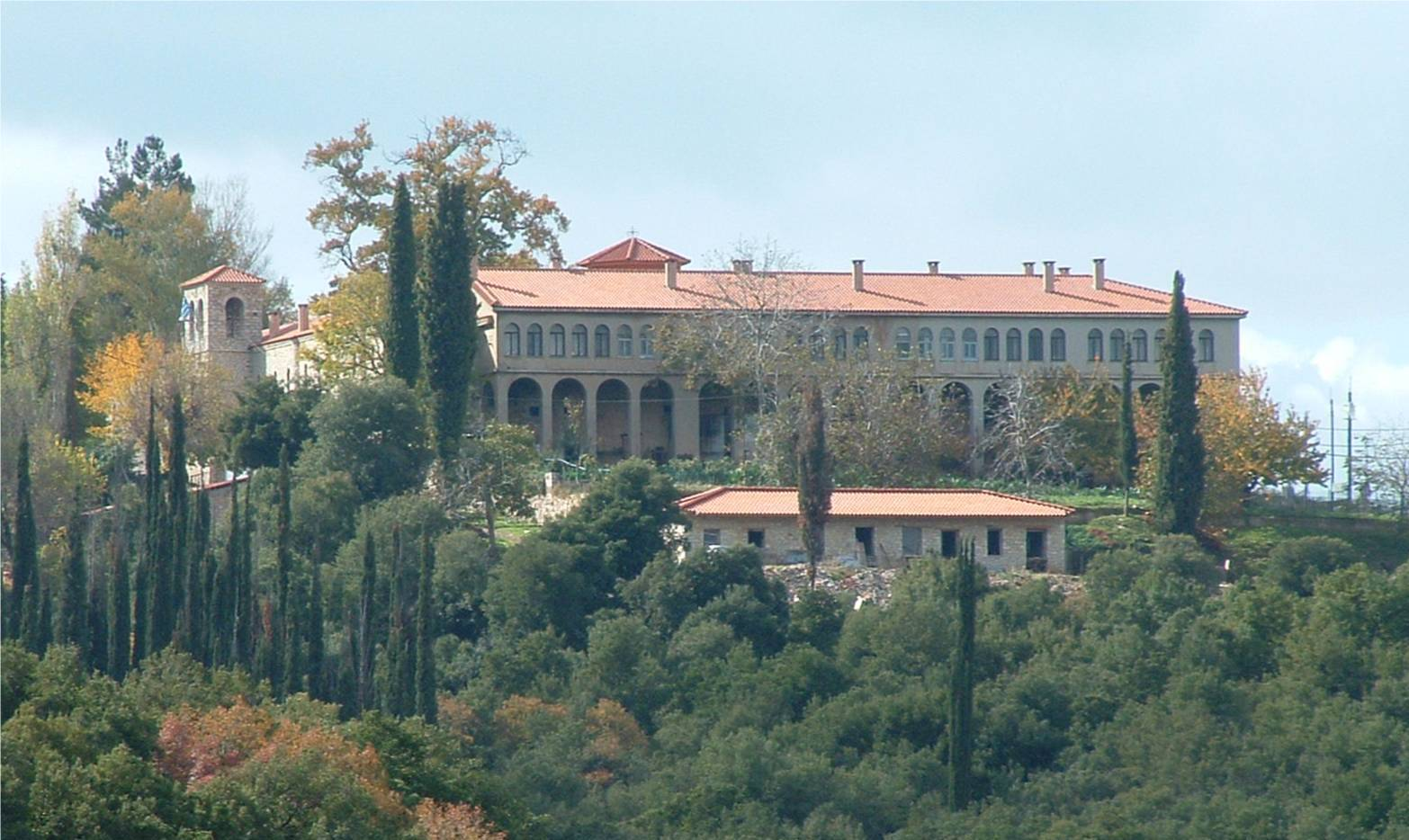
Image:AgiaLavra2.jpg
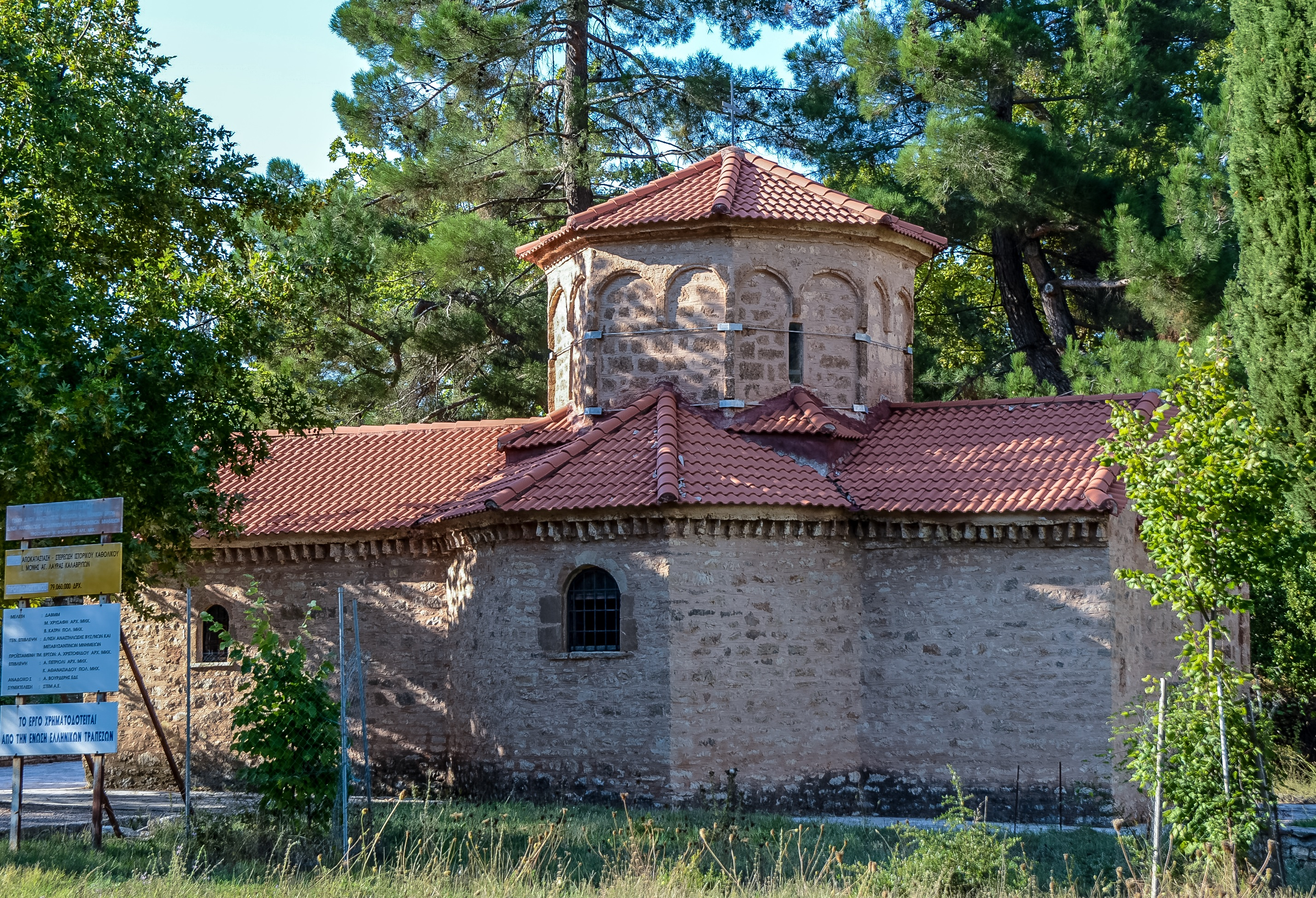
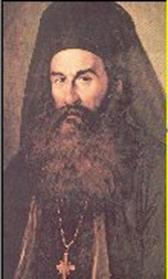
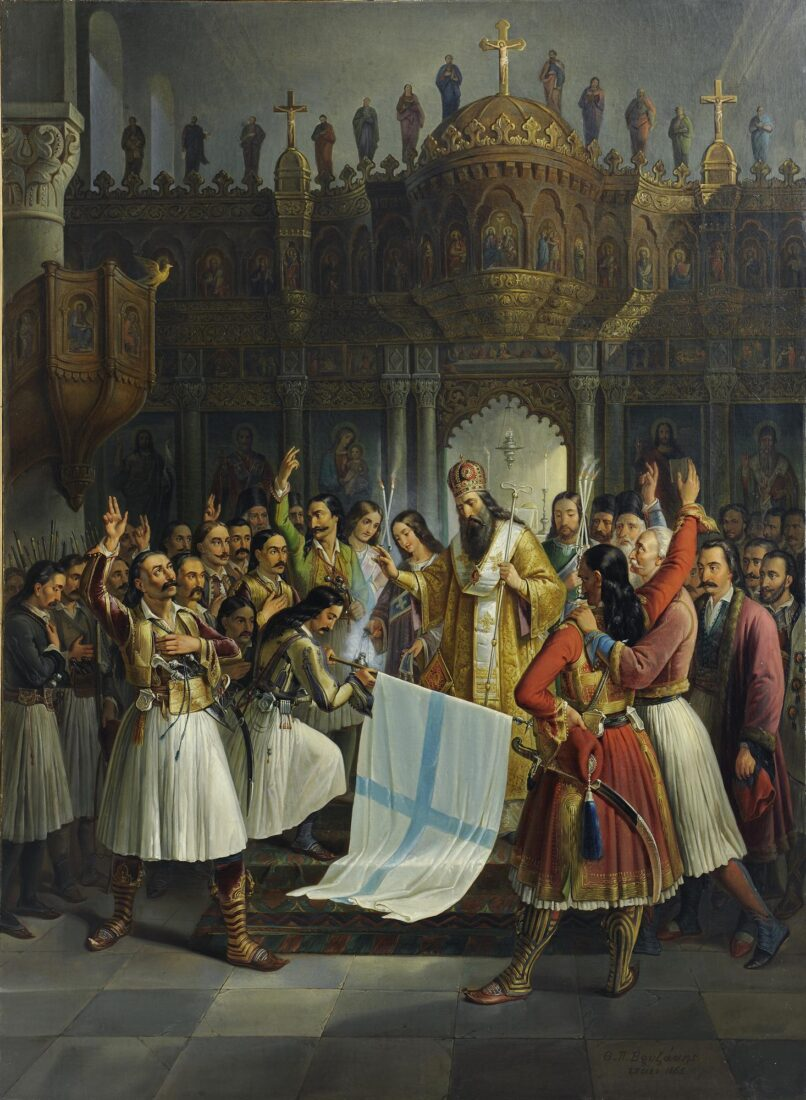
Germanos主教